# Стефано Темпести
Стефано Темпести (итал. Stefano Tempesti; Прато, 9. јун 1979) је италијански ватерполиста. У прошлој сезони играо је за италијански клуб Про Реко. Са репрезентацијом Италије освојио је Светско првенство у ватерполу 2011. у Шангају.